# Suck It and See
Suck It and See là album phòng thu thứ tư của ban nhạc indie rock Anh Arctic Monkeys, phát hành ngày 6 tháng 6 năm 2011 ở Anh và 7 tháng 6 ở Mỹ, theo sau tour lưu diễn Bắc Mỹ năm 2011 của họ. 

## Tiếp nhận
| Đánh giá chuyên môn | Đánh giá chuyên môn |
| Điểm trung bình     | Điểm trung bình     |
| Nguồn               | Đánh giá            |
| ------------------- | ------------------- |
| Metacritic          | 74/100              |
| Nguồn đánh giá      |                     |
| Nguồn               | Đánh giá            |
| AllMusic            | [ 5 ]               |
| The A.V. Club       | C–                  |
| The Guardian        | [ 7 ]               |
| NME                 | 9/10                |
| The Observer        | [ 9 ]               |
| Pitchfork Media     | 7.5/10              |
| Rolling Stone       | [ 11 ]              |
| Slant Magazine      | [ 12 ]              |
| Spin                | 8/10                |
| Sputnikmusic        | 4.0/5               |

Suck It and See nhận được đánh giá tích cực từ các nhà phê bình, với đánh giá trung bình 74 từ Metacritic. Album cũng đã thành công về mặt thương mại. Tuần đầu tiên phát hành album đứng vị trí số 1 tại Anh, bán được hơn 82.000 bản và đẩy Born This Way của Lady Gaga ra khỏi vị trí đầu bảng xếp hạng. Trong tuần thứ hai album đã bán được thêm 34.910 bản ở Anh. Nhìn chung, album đã bán được 154.000 bản trong tuần đầu tiên trên toàn thế giới. NME cho bìa album là một trong những bìa album xấu nhất trong lịch sử. Vào tháng 7, album đã giành giải thưởng Mojo cho Album xuất sắc nhất của năm 2011. Mojo đặt album tại số 39 trong danh sách "Top 50 album của năm 2011."

## Kiểm duyệt
Ở Mỹ, tiêu đề album trên bìa đĩa ("Suck It and See - tạm dịch: Mút Nó và Xem") được che lại bởi một miếng dán ở một số nhà bán lẻ hộp lớn (big-box). Trong một cuộc phỏng vấn với đài phát thanh Anh XFM, ca sĩ Alex Turner nói, "Họ nghĩ nó thật bất nhã, thiếu tôn trọng và họ dán miếng dán lên chúng ở Mỹ tại những cửa hàng nào đó, những cửa hàng lớn" (They think it is rude, disrespectful and they're putting a sticker over it in America in certain stores, big ones). Thành ngữ Anh "suck it and see" có nghĩa là một cái gì đó phải được thử đầu tiên, ví dụ, trên tạp chí The Economist và các khẩu hiệu quảng cáo viên ngậm Fisherman's Friend (như "suck 'em and see").

## Danh sách bài hát
Tất cả lời bài hát được viết bởi Alex Turner; tất cả nhạc phẩm được soạn bởi Arctic Monkeys.
| STT              | Nhan đề                                       | Thời lượng |
| ---------------- | --------------------------------------------- | ---------- |
| 1.               | "She's Thunderstorms"                         | 3:55       |
| 2.               | "Black Treacle"                               | 3:35       |
| 3.               | "Brick by Brick"                              | 2:59       |
| 4.               | "The Hellcat Spangled Shalalala"              | 3:00       |
| 5.               | "Don't Sit Down 'Cause I've Moved Your Chair" | 3:04       |
| 6.               | "Library Pictures"                            | 2:22       |
| 7.               | "All My Own Stunts"                           | 3:52       |
| 8.               | "Reckless Serenade"                           | 2:43       |
| 9.               | "Piledriver Waltz"                            | 3:24       |
| 10.              | "Love Is a Laserquest"                        | 3:12       |
| 11.              | "Suck It and See"                             | 3:46       |
| 12.              | "That's Where You're Wrong"                   | 4:17       |
| Tổng thời lượng: | Tổng thời lượng:                              | 40:05      |

| Japanese edition bonus track | Japanese edition bonus track     | Japanese edition bonus track |
| STT                          | Nhan đề                          | Thời lượng                   |
| ---------------------------- | -------------------------------- | ---------------------------- |
| 13.                          | "The Blond-O-Sonic Shimmer Trap" | 3:28                         |

## Thành phần tham gia
| Arctic Monkeys - Alex Turner – hát chính, lead và rhythm guitar, tambourine, trống (cuối track 7) - Jamie Cook – lead và rhythm guitar - Nick O'Malley – bass guitar, hát phụ - Matt Helders – trống, hát phụ, lead vocals (track 3) Nghệ sĩ thêm vào - Josh Homme – hát phụ (track 7) | Thành phần kỹ thuật - James Ford – sản xuất - James Brown – engineering - Craug Silvey – mixing - George Marino – mastering - Sean Oakley – assistant engineer - David Covell – assistant engineer - Morgan Stratton – mixing assistant - Bryan Wilson – mixing assistant | Thành phần thêm vào - Geoff Barradale – quản lý - Ian McAndrew – quản lý - Matthew Cooper – chỉ huy nghệ thuật, thiết kế - Jason Evans – chỉ huy nghệ thuật, thiết kế - Aaron Brown – nhiếp ảnh |

## Bảng xếp hạng
| BXH (2011)                               | Vị trí cao nhất |
| ---------------------------------------- | --------------- |
| Album Úc (ARIA)                          | 4               |
| Album Áo (Ö3 Austria)                    | 12              |
| Album Bỉ (Ultratop Vlaanderen)           | 2               |
| Album Bỉ (Ultratop Wallonie)             | 9               |
| Album Canada (Billboard)                 | 12              |
| Album Đan Mạch (Hitlisten)               | 2               |
| Album Hà Lan (Album Top 100)             | 6               |
| Album Phần Lan (Suomen virallinen lista) | 34              |
| Album Pháp (SNEP)                        | 7               |
| Album Hy Lạp (IFPI)                      | 38              |
| Album Đức (Offizielle Top 100)           | 10              |
| Album Ireland (IRMA)                     | 3               |
| Italy (FIMI)                             | 7               |
| Japan (Oricon)                           | 12              |
| Album México (Top 100 Mexico)            | 27              |
| Album New Zealand (RMNZ)                 | 7               |
| Album Na Uy (VG-lista)                   | 4               |
| Album Bồ Đào Nha (AFP)                   | 7               |
| Album Scotland (OCC)                     | 1               |
| Album Tây Ban Nha (PROMUSICAE)           | 10              |
| Album Thụy Điển (Sverigetopplistan)      | 33              |
| Album Thụy Sĩ (Schweizer Hitparade)      | 8               |
| Album Anh Quốc (OCC)                     | 1               |
| Album Anh Quốc Independent (OCC)         | 1               |
| Album Hoa Kỳ Billboard 200               | 14              |
| Album Hoa Kỳ Independent (Billboard)     | 4               |
| Album Hoa Kỳ Top Alternative (Billboard) | 5               |
| Album Hoa Kỳ Top Rock (Billboard)        | 6               |
| Album Hoa Kỳ Top Tastemaker (Billboard)  | 2               |

| Chart (2011)        | Position |
| ------------------- | -------- |
| Belgium (Ultratop)  | 46       |
| Danish Albums Chart | 91       |